# Selim Birger
Selim Birger Gotthard Birger, född 18 februari 1879 i Ystad, död 17 oktober 1931, var en svensk läkare och botanist, bror till politikern Gunnar Andersson. Son till civilingenjör Karl Johan Andersson och Eva Malmström.
Birger erhöll läkarlegitimation 1909 efter att ha avlagt medicine licentiatexamen i Stockholm och arbetade därefter vid S:t Görans sjukhus i Stockholm, där han var verksam som läkare vid hud- och könspolikliniken.
Han företog botaniska resor i alla Sveriges landskap och flera gånger till Danmark, Norge och Finland och Ryssland, norra Tyskland 1898 och 1899, till Sydamerika och Falklandsöarna 1904, Italien 1907 och Iberiska halvön 1921. Han publicerade ett stort antal botaniska arbeten, huvudsakligen behandlande svensk floristik, växtgeografi och naturskydd, samt författade biografier över ett flertal svenska och norska botanister.
Selim Birger är begravd på Norra begravningsplatsen utanför Stockholm.